# Amerigo Vespucci (incrociatore)
L'Amerigo Vespucci fu un veliero della Regia Marina, costruito dall'Arsenale di Venezia come incrociatore e varato nel 1882. Fu la prima nave militare ad essere intitolata al celebre esploratore e navigatore Amerigo Vespucci.

## Caratteristiche tecniche
Progettato dall'Ispettore Generale Carlo Vigna, l'Amerigo Vespucci era un brigantino a palo con scafo in acciaio, con tre alberi più bompresso.

### Superficie velica
L'incrociatore era armato con vele quadre e di taglio; la velatura consisteva in vele quadre agli alberi trinchetto e maestro, randa e controranda all'albero di mezzana e fiocchi a prua.

### Apparato motore
L'apparato motore era rappresentato da una motrice orizzontale a vapore costruita dall'Ansaldo di Sampierdarena e otto caldaie, che davano potenza ad una elica. Il ponte di coperta era protetto da una struttura orizzontale a cellule.

## Storia
La nave venne utilizzata come ammiraglia della Regia Marina soprattutto in missioni all'estero. Navigò in Mar Rosso in occasione dell'occupazione di Massaua, successivamente espletò numerose missioni in Sudamerica per seguire la politica di salvaguardia degli interessi commerciali italiani là presenti. Trasferita per missioni in altre acque, ritornò in America Meridionale per attività di presenza, e in tale periodo fu presente a bordo il guardiamarina Luigi di Savoia, Duca Degli Abruzzi.
Nel 1893 rientrò definitivamente in Italia e fu trasformata nelle sovrastrutture e nell'armamento, che fu ridotto, per essere impiegata come nave scuola per gli Allievi della Regia Accademia Navale in complessive ventisei campagne di addestramento. Al termine dell'ultima campagna d'istruzione nel mare Mediterraneo occidentale, nel 1927, fu posta in disarmo e radiata dalla Regia Marina nel 1928. L'ultimo comandante dell'Amerigo Vespucci fu il capitano di fregata Augusto Radicati di Marmorito, che prese poi, nel 1931, il comando della successiva e celebre Amerigo Vespucci.